# Liste der Bodendenkmale in Jahnatal
In der Liste der Bodendenkmale in Jahnatal sind die Bodendenkmale der Gemeinde Jahnatal und ihrer Ortsteile nach dem Stand der Auflistung von Klaus Kroitzsch und Harald Quietzsch aus dem Jahr 1984 aufgelistet. Eventuelle Änderungen und Ergänzungen, insbesondere aus der Zeit nach der Wende, sind nicht berücksichtigt, da für Sachsen aktuell keine neueren allgemein zugänglichen Bodendenkmallisten vorliegen. Die Baudenkmale sind in der Liste der Kulturdenkmale in Jahnatal aufgeführt.
| Denkmal-ID | Fundart            | Ortsteil    | Bezeichnung                     | Zeitstellung           | Lage                                                                  | Bemerkungen | Bild |
| ---------- | ------------------ | ----------- | ------------------------------- | ---------------------- | --------------------------------------------------------------------- | --- | ---- |
| ?          | Befestigung > Burg | Noschkowitz | Wasserburg                      | Mittelalter            | westliche Ortslage, Schlossbereich                                    | erweiterter Bühl einer Wasserburg, durch Schloss überbaut, wasserführender Graben im Süden erhalten, im Westen zum Teich erweitert, Schutz seit 29. Juni 1973                                     |      |
| ?          | Befestigung > Burg | Pulsitz     | vermutete Wasserburg            | Mittelalter            | südlicher Ortsrand, Jahnaniederung, nördlich am Weg zur Mühle         | rechteckige Innenfläche mit umlaufendem wasserführendem Graben, Schutz seit 29. Juni 1973 |      |
| ?          | Befestigung > Burg | Rittmitz    | Wasserburg                      | Mittelalter            | westliche Ortslage, zwischen Gut und Kirche, direkt südlich des Bachs | durch Wohngebäude überbaut, Graben eingeebnet, Schutz seit 29. Juni 1973 |      |
| ?          | besonderer Stein   | Schrebitz   | Steinkreuz                      | Spätmittelalter        | im Ort, westnordwestlich der Kirche                                   | Kopf alt abgeschlagen, Schutz seit 7. Januar 1963 |      |
| ?          | Befestigung > Burg | Schrebitz   | Wehranlage „Kirchberg“          | Slawenzeit             | im Ort, Bereich der Kirche und des Friedhofs                          | Flache Spornlage, keine Befestigungsmerkmale mehr erkennbar, Schutz seit 1. November 1958 |      |
| ?          | Befestigung > Burg | Zschaitz    | Wehranlage „Burgberg“           | Bronzezeit, Slawenzeit | östlich des Orts, Geländesporn über der Jahna                         | doppelte Abschnittsbefestigung in Spornlage, Hauptburg mit Vorburg, Schutz seit 18. April 1935, erneuert 1. November 1958                                                                         |      |
| ?          | Befestigung > Burg | Zschochau   | Wehranlage „An der Krähenhütte“ | Slawenzeit             | südlich des Orts, Terrassenzunge über dem Bachtal                     | Doppelte Abschnittsbefestigung in Spornlage, Innenfläche durch Steinbrüche fast völlig abgebaut, im Norden zwei sichelförmige Wälle erhalten, Schutz seit 13. Mai 1939, erneuert 1. November 1958 |      |